# Марфа (Апаріна)
Марфа Тамбовська (в чернецтві — Маргарита; в миру — Марфа Петрівна Апаріна; народилася на початку XVIII ст., Саранськ — 1 (14) вересня 1800, Тамбов) — схимонахиня Православної Російської Церкви; Кирсанівська старенька; засновниця Тихвіно — Богородицького монастиря в місті Кірсанов. Преподобна; пам'ять — 28 липня (за юліанським календарем) і в Соборі Тамбовських святих.

## Життєпис
Народилася Марта Апаріна на початку XVIII ст. в сім'ї дворянина в місті Саранську.
Близько 1780 року, після смерті батька, разом з матір'ю, двома братами — Іваном і Сергієм та сестрою — Пелагеєю переїхала до міста Кирсанова. Після облаштування в Кирсанові, брати незабаром були визначені на службу.
Майбутня стариця з дитинства тягнулася до подвижництва. З малих років Марфа перестала їсти скоромну їжу. Так не раз мати з нянею виявляли дівчинку, як вона ретиво молилась ночами, за що сварили юну подвижницю. Часто вона любила збирати подруг і розповідати їм, замість галасливих ігор і розваг, про Бога.
З кожним днем Марфа все більше і більше прагнула в монастир, усамітнитися від світу і його метушні. Зі сльозами вона вмовляла свою матір відпустити її, але марно. Дівчина носила чорну сукню і з дозволу матері ходила в ту чи іншу оселю. Часто сама виконувала роботу слуг, а якщо ті провинилися, то брала їх провину на себе.
Після смерті матері преподобна зібрала навколо себе невелику обитель дівчат — трудівниць. Настоятелькою цієї обителі стала її сестра Пелагія. В одному зі своїх паломницьких подорожей до Києва, Марфа приняла таємний постриг з ім'ям Маргарита.
Незадовго до кончини стариця переїхала з Кирсанова до Тамбова, де і відійшла до Господа 1 (14) вересня 1800 року. На тілі покійної були одягнені важкі вериги, ключ від яких так і не знайшли.
На похорон святої прийшло майже все місто. Вона була похована на Воздвиженському кладовищі Тамбова, ліворуч від вівтаря цвинтарної церкви.
Прославлена в лику преподобних в 1988 році з встановленням загальноцерковного святкування.